# 綾瀬川山左エ門
綾瀬川 山左エ門（あやせがわ さんざえもん、1835年10月 - 1877年3月8日）は、大阪府大阪市中央区（愛知県稲沢市説も）出身の大相撲力士。最高位は大関。本名は川村 藤次郎。現役時代の体格は173cm、113kgと伝わる。

## 来歴
生地は摂津国東成郡とも、尾張国中島郡ともされている。はじめは大坂相撲の湊（8代横綱不知火諾右エ門）の門下にあって「登り舟」「達ノ森」の四股名で取っていたが、のちに江戸へ移り9代横綱秀ノ山に入門、江戸相撲ゆかりの「達ヶ関」の名で文久元年（1861年）10月場所で番付の幕下二段目に付け出される。秀ノ山門下には強豪陣幕（のちの12代横綱）らがおり、稽古をつけてもらううちに頭角を現し慶応2年（1866年）3月には幕下力士でありながら姫路藩のお抱えとなり、名を姫路藩の景勝相生の松に因んだ相生松五郎と改めた。慶応4年（1868年）5月場所で9戦全勝の好成績を挙げて、元号が改まった明治元年11月場所に入幕した。そのため明治最初の幕内力士となっている（同場所入幕は他に鬼ヶ﨑綱之助がいる）。入幕後も相次いで好成績を収めた。
その後、廃藩置県など明治維新の煽りで姫路藩抱えを解かれる。相生は同じ姫路藩抱えの高見山（のちの高砂）らと他藩に仕えぬ旨誓約したが、これを破り明治4年（1871年）に土佐山内家に抱えられ四股名も山内容堂から授かった「綾瀬川山左エ門」に改めた。この裏切りに高見山は激怒、綾瀬川討ち取りの書状を山内家に送り綾瀬川の居所を襲った。事情を聞いた綾瀬川は相撲会所に逃げ込んで難を免れ、年寄玉垣や伊勢ノ海ら実力者の取りなしもあって「今後一生大関を務めない」という証文を綾瀬川が入れたことで落着した。高見山はこの件を忠義の故と評価した姫路藩が再び抱え、四股名も「高砂浦五郎」と改めている。綾瀬川はその年2場所続けて土つかずの好成績を挙げたこともあって高砂が証文を返し、明治5年（1872年）4月場所から晴れて大関となった。
ところが和解したはずの両者に再び溝が生まれた。かねてから玉垣・伊勢ノ海らの専横に業を煮やしていた高砂は綾瀬川らに対して巡業先で相撲会所改革の意思があることを伝えた。賛同した綾瀬川は年寄たちを説得する使者として巡業先の岐阜から東京に帰ったのだが、逆に年寄たちに言いくるめられて寝返ってしまったのだ。一度ならず二度までも綾瀬川に裏切られた高砂は「高砂改正組」を旗揚げし、会所から離脱していく（高砂浦五郎 (初代)の項「高砂改正組」事件を参照）。
こうした一連の行動から優柔不断な性格がうかがえるが、一度土俵に立てば力水は「末期の水に等しい」と一度しかつけず、土俵態度は立派であったと伝わる。後の双葉山定次もこの土俵態度を見習ったとされる。引き締まった風貌の美男で知られ、「相撲じゃ陣幕、男じゃ綾瀬、程のよいのが朝日嶽」と俗謡にも謡われたという。前頭から小結、大関へと駆け上がる明治3年（1870年）から明治5年頃が最も強く、この間引分・預りを挟んで27連勝を記録している。上手投げの切れ味は抜群だったとされる。
明治9年（1876年）4月場所を最後に引退、年寄にはならずに現役時代から営んでいた日本橋蛎殻町の割烹旅館「綾瀬川」の主人となる。風流のたしなみがあり、文筆にも秀でていたという。大阪に帰った翌明治10年（1877年）3月8日に没した。
なお息子は新派俳優の栗島狭衣、孫には女優の栗島すみ子がいる。

## 主な成績
- 幕内在位：16場所
- 幕内成績：71勝19敗22分2預46休　勝率.789
- 優勝相当成績：1回（1871年3月場所）

### 場所別成績
| 1861年 | x                       | 幕下付出 –            |
| 1862年 | x                       | x                     |
| 1863年 | x                       | x                     |
| 1864年 | 東幕下26枚目 –          | 西幕下21枚目 –        |
| 1865年 | 西幕下15枚目 –          | 西幕下16枚目 –        |
| 1866年 | 東幕下17枚目 –          | 西幕下16枚目 –        |
| 1867年 | 西幕下10枚目 8–1 1分    | 西幕下7枚目 6–2 1分   |
| 1868年 （明治元年） | 東幕下2枚目 9–0         | 東前頭5枚目 5–3–1 1預 |
| 1869年 （明治2年） | 東前頭3枚目 5–1–3 1分   | 東前頭2枚目 6–3–1     |
| 1870年 （明治3年） | 東前頭筆頭 5–0–3 1分1預 | 東前頭筆頭 5–0–2 3分  |
| 1871年 （明治4年） | 東小結 8–0–1 1分        | 東小結 5–0–3 2分      |
| 1872年 （明治5年） | 東張出大関 6–1–3        | 西大関 6–1–1 2分      |
| 1873年 （明治6年） | 西大関 1–2–5 2分        | 西大関 4–1–3 2分      |
| 1874年 （明治7年） | 西大関 6–1–1 2分        | 西大関 5–1–1 3分      |
| 各欄の数字は、「勝ち-負け-休場」を示す。 優勝 引退 休場 十両 幕下 三賞：敢=敢闘賞、殊=殊勲賞、技=技能賞 その他：★=金星 番付階級：幕内 - 十両 - 幕下 - 三段目 - 序二段 - 序ノ口 幕内序列：横綱 - 大関 - 関脇 - 小結 - 前頭（「#数字」は各位内の序列） |                         |                       |

| 1875年 （明治8年） | x                | 西大関 2–1–7       |
| 1876年 （明治9年） | 西大関 2–4–1 3分 | 西大関 引退 0–0–10 |
| 各欄の数字は、「勝ち-負け-休場」を示す。 優勝 引退 休場 十両 幕下 三賞：敢=敢闘賞、殊=殊勲賞、技=技能賞 その他：★=金星 番付階級：幕内 - 十両 - 幕下 - 三段目 - 序二段 - 序ノ口 幕内序列：横綱 - 大関 - 関脇 - 小結 - 前頭（「#数字」は各位内の序列） |                  |                    |

- 当時は十両の地位が存在せず、幕内のすぐ下が幕下であった。番付表の上から二段目であるため、現代ではこの当時の幕下は、十両創設後現代までの十両・幕下と区別して二段目とも呼ぶ。
- 幕下以下の地位は小島貞二コレクションの番付実物画像による。また当時の幕下下位以下の星取・勝敗数等に関する記録は相撲レファレンス等のデータベースに登録がないため、幕下下位以下の勝敗数等は省略。